# 七節棍
七節棍（ななせつこん、しちせつこん）とは架空の武器の一種である。
木や金属の棒を、紐や鎖などで複数本繋いだ多節棍と呼ばれる武器の一種で、文字通り節によって7つに分れている（棍が7本で節が6）。棍が2本のヌンチャク、3本の三節棍等に比べると節が多い分、棍1本ずつの長さは短いのが普通である。
漫画やアニメーションなどのフィクション作品においても、七節棍やそれをモチーフにした武器、また七節棍を扱うキャラクターが数多く登場する。